# 元帥 (アメリカ合衆国)

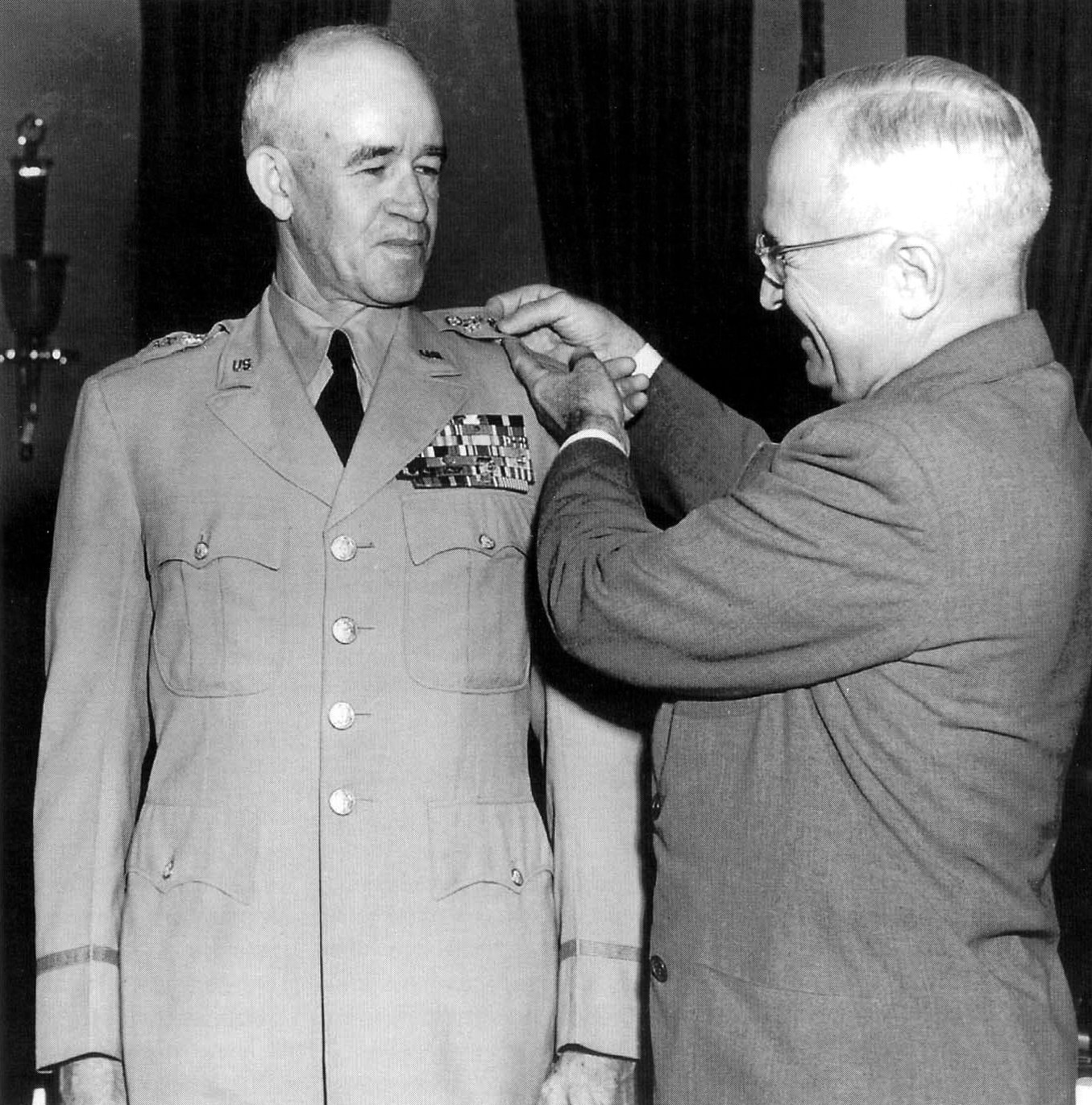
オマール・ブラッドレー大将を元帥に昇進させるハリー・S・トルーマン大統領（1950年9月22日）

アメリカ合衆国における元帥（げんすい）は、アメリカ軍において軍人に与えられる最高位の階級である。
アメリカ軍には元帥そのものに相当する語はなく、階級名称に大将より上位であることを表す修飾語句を付け加え、階級章を変更することで元帥位にあることを表す。この項では大将（四つ星階級章将官）、および大元帥もあわせて解説する。但し2021年現在、アメリカで元帥位の将官はいない。

## 種類
アメリカ軍の元帥というと、一般には1944年に導入された General of the Army（陸軍元帥）および Fleet Admiral of the United States Navy（海軍元帥）を指すことが多いが、歴史上この他にもいくつか「元帥」と訳される階級が存在した。アメリカ軍における元帥（および大将）には次のものがある。
- 1775年～1866年：総司令官＊ (Commander-in-chief)
- 1866年：陸軍大将＊ (General of the Army of the United States)
- 1899年：海軍大元帥＊ (Admiral of the Navy)
- 1919年：陸軍大元帥＊ (General of the Armies of the United States)
- 1944年：陸軍元帥  (General of the Army)
- 1944年：海軍元帥  (Fleet Admiral of the United States Navy)
- 1949年：空軍元帥  (General of the Air Force)

＊ ただし定訳ではない。

## 大将 （四つ星階級章）
アメリカ陸軍の前身にあたる大陸軍はイギリス軍を模した階級制度を採用していたが、大陸会議での判断もあり、将官は「Commander-in-chief（総司令官）」のもとに2つ星の「Major General（少将）」と1つ星「Brigadier General（准将）」が続く3階級制であった。3つ星の「Lieutenant General（中将）」の階級は設けられていなかったが、総司令官たるワシントンは3つ星の階級章を用いていたとされる。ワシントンは独立戦争の終戦後に総司令官の職を辞したが、1798年の擬似戦争に際してアメリカ陸軍における最初の中将に任命された。議会では陸軍総司令官たる中将という地位についたワシントンへ「General of the Armies of the United States（陸軍大元帥）」の階級を贈り、またこれに合わせて中将の階級を将来的に廃止することが決定されたものの、結局ワシントンは昇進を待つことなく1799年に中将のまま死去した。
ワシントンの死後、合衆国政府は平時における軍の最高位を「Major General（少将）」と定めることとした。その後、米墨戦争で活躍したウィンフィールド・スコット陸軍少将が1855年の特別立法によって中将に任ぜられるまで、軍人の最高位は少将にとどまった。1861年にスコットが退役したのち、1864年3月2日にはユリシーズ・グラント陸軍少将が3人目の中将に昇進した。
一方海軍では長らく最高位は「Captain（大佐、直訳は「艦長」）」だったが、1862年7月16日に初めて「Rear Admiral（少将、直訳は「後衛提督」）」の階級が定められ、9名の海軍少将が誕生した。1864年12月21日には南北戦争の英雄デヴィッド・ファラガット少将が最初の「Vice Admiral（中将、直訳は「副提督」）となり、さらに1866年7月25日には最初の「Admiral（大将、直訳は「提督」）」に任ぜられた。1870年のファラガットの死にともない、デイビッド・ポーター海軍中将が大将に、スティーヴン・ロウマン海軍少将が中将にそれぞれ昇進したが、それ以降は1899年にジョージ・デューイ少将が海軍（大）元帥となったのを唯一の例外として（これについては後述）、1915年まで海軍軍人の最高位は少将にとどまった。1915年には、大西洋艦隊・太平洋艦隊・アジア方面艦隊の司令官を、その司令官在職中はそれぞれ大将もしくは中将に昇進させることが議会で認可されている（司令官離任後は少将に戻る）。
1866年7月25日、合衆国議会はユリシーズ・グラント中将の南北戦争での功績を讃え、四つ星の「General of the Army of the United States（陸軍大将）」の地位を与えることを議決した。1869年3月4日には、やはり南北戦争の英雄であるウィリアム・シャーマン陸軍中将にも陸軍大将の地位が与えられた。当時の陸軍大将は、階級というよりは称号としての性格が強く、グラントは階級は中将（三つ星）扱いのまま、特別に四つ星の階級章を帯びた。またシャーマンは、二つ星の中間に合衆国国章をあしらった階級章を帯びることが許された。
1888年6月1日の法令により、陸軍中将の階級はいったん廃止され、陸軍中将は陸軍大将に吸収されることになった。これにより陸軍総司令官のフィリップ・シェリダン中将が自動的に陸軍大将となり、同年8月5日にシェリダンが死去した時点で、陸軍軍人の最高位は再び少将となった。その後再び陸軍中将は復活し、1895年から1906年までの間に、総計で7名の陸軍中将が誕生している。
しかし第一次世界大戦への参戦にともない、陸軍軍人の最高位が少将もしくは中将では支障をきたすようになった。ヨーロッパでアメリカ軍とともに戦う他の連合国軍には大将級の指揮官がいたため、指揮系統のバランスをとるために、アメリカ陸軍の最高指揮官にもそれと同等の階級を与える必要性が生じたのである。このため、1917年には陸軍参謀総長のタスカー・ブリス少将が、1918年にはヨーロッパ派遣軍総司令官のジョン・パーシング少将がそれぞれ「General（大将）」に昇進した。パーシングにはその後さらに陸軍大元帥の地位が与えられている（これについては後述）。1918年にはペイトン・マーチ少将が陸軍参謀総長就任にともない大将となったが、その後、1929年まで陸軍大将は一人も出ていない。1929年以降は陸軍参謀総長が大将ポストになり、その職に選ばれた少将が参謀総長である間だけ大将となり、退任すると少将に戻ることが慣例化した。
| 氏名・任官時の階級         | 任官年月日    | 任官時の役職 |
| -------------------------- | ------------- | ------------ |
| ユリシーズ・グラント中将   | 1866年7月25日 | 陸軍総司令官 |
| ウィリアム・シャーマン中将 | 1869年3月4日  | 陸軍総司令官 |
| フィリップ・シェリダン中将 | 1888年6月1日  | 陸軍総司令官 |

## 元帥 （五つ星元帥）

陸軍元帥肩章　肩に沿ってではなく二の腕の付け根に前から後ろへ回るように付ける

海軍元帥
襟章、肩章、袖章

第二次世界大戦参戦時のアメリカ海軍に対して連邦議会は、現役海軍大将の上限を4人と定めており（現役中将は3人）、在職中に大将となるポストは海軍作戦部長（Chief of Naval Operations: CNO）、太平洋艦隊司令長官（Commander in Chief, United States Pacific Fleet：CINCPAC）、大西洋艦隊司令長官（Commander in Chief, United States Atlantic Fleet：CINCLANT）、アジア艦隊司令長官（Commander in Chief, United States Asiatic Fleet：CINCAF）の4つだった（離任後は少将に戻る）。
そのため、合衆国艦隊司令長官（Commander in Chief, United States Fleet：COMINCH. アメリカのWWII参戦で復活した）兼 海軍作戦部長 であったアーネスト・キング海軍大将は、1942年11月に、
- 合衆国陸軍参謀総長（Chief of Staff of the United States Army：CSUSA）・ジョージ・マーシャル陸軍大将
- 合衆国陸海軍最高司令官付参謀長 (Chief of Staff to the Commander in Chief of the Army and Navy of the United States[2][3]. 後の合衆国統合参謀本部議長に相当）・ウィリアム・リーヒ海軍大将

の2名に、軍の規模拡大で大将（四つ星）が増えるのに伴って、上位階級たる元帥（五つ星）を新設することを提言した。
マーシャル参謀総長は、ジョン・パーシング合衆国陸軍大元帥（General of the Armies of the United States）が存命だったこともあって、パーシングと同等の階級の新設に反対だったが（パーシングの死去後に、その肩書きを引き継ごうとしているのではないかとも言われた）、ケベック会談などで、イギリス軍の参謀長委員会の元帥のメンバーがアメリカ軍の統合参謀本部の大将のメンバーよりも上級者として振る舞うことなどから、キングの意見がフランクリン・ルーズベルト大統領や下院海軍委員会のカール・ヴィンソン委員長の支持を得て、1944年12月14日、新たに一時的階級（temporary rank）として「General of the Army（陸軍元帥）」および「Fleet Admiral of the United States Navy（海軍元帥）」を定める法令が、同大戦終結後6ヶ月間まで有効な時限立法としてアメリカ連邦議会で制定され、陸海軍でそれぞれ4人ずつ、大統領が上院の助言と同意を得て大将から元帥に昇進させることが認められた。
これは、イギリス軍の「Field Marshal（陸軍元帥）」および「Admiral of the Fleet（海軍元帥）」にそれぞれ相当するもので、称号的色合いが強かった19世紀の陸軍元帥とは一応独立した、一個の階級である。階級章は星五つを五角形に配置したものと定められ、特に陸軍元帥の肩章には、星の上部に金色の合衆国国章が付け加えられた。
陸軍元帥の階級名として、他国で広く用いられている「Marshal（直訳は「戦闘指揮官」）」を採用せずに「General of the Army（直訳は「陸軍総司令官」）」としたことについて、しばしば「元帥をマーシャルにすると、最先任の陸軍元帥になるマーシャルが「マーシャル・マーシャル」になってしまい不恰好」という理由が挙げられることがある。しかしこの説は俗説で、実際には19世紀の「General of the Army of the United States（陸軍大将）」を継承するかたちでこの名称が採用されたとの説が一般的である。またアメリカでは当時すでにMarshalは連邦保安官や警察署長、消防署長などの職名として広く用いられていた。
軍内での序列に応じた先任順位で元帥が任命され、陸軍はすんなり4名を任命したが、海軍は4人目の絞込みが出来なかった。海軍内での下馬評はウィリアム・ハルゼー大将であったが、海軍を実質的に牛耳っていたキング合衆国艦隊司令長官兼海軍作戦部長は、その場合、お気に入りのレイモンド・スプルーアンス大将が選から漏れるとして決定を避け、ジェームズ・フォレスタル海軍長官に1番・スプルーアンス、2番・ハルゼーの他4人の海軍大将の名を記入したメモを渡して採決を委ねた。採決を委ねられたフォレスタルはこの順番を気に入らなかったが、決め手に欠け、数ヶ月間選考を放置した。結局フォレスタルは決定をトルーマン大統領に委ね、トルーマンは国民的人気が高く、ヴィンソン下院海軍委員会委員長が推すハルゼーを1945年12月に元帥とした。
一時的階級としての元帥を定めた時限立法が失効するのを前に、1946年3月、連邦議会は8人の元帥の階級を、大統領が上院の助言と同意を得て、一時的なものから恒久的階級（permanent rank）にすることを認める法律を制定し、トルーマン大統領は元帥8人の階級を恒久的なものとした。8人の元帥は終生現役で、オフィスと副官1名と俸給を生涯支給される事となった（ただしハルゼーは経済的事情から1946年12月に退役）。なお、1955年までアメリカ軍の将官の俸給は海軍少将（上級）から元帥まで同額で、議会は同年、大将と中将の俸給を増額したが、元帥の基本俸給は据え置かれた。スプルーアンスは元帥にはなれなかったが、退役後も終身、大将の俸給を受けるという前例のない待遇を連邦議会から認められた。
1947年に新たに空軍が創設された後、1949年5月にその最高位の階級として「General of the Air Force（空軍元帥）」が定められると、議会は、すでに引退していた空軍の先駆者の一人であるヘンリー・アーノルド陸軍元帥を空軍元帥に転じた。
その後、初代統合参謀本部議長に就任していたオマール・ブラッドレー陸軍大将が朝鮮戦争中の1950年9月、制服軍人のトップとして、すでに元帥であるアメリカ極東軍最高司令官ダグラス・マッカーサーを部下とする関係から、時限立法が定めた4人の上限を超える5人目の陸軍元帥に昇進して以降、元帥になった者はいない。
5人目の陸軍元帥が誕生したことにより、チェスター・ニミッツ海軍元帥は、ヴィンソン下院軍事委員長に、海軍についても時限立法の上限を変更してスプルーアンスを5人目の海軍元帥とするよう1950年代を通じて働きかけたが認められず、1966年のニミッツの死去により海軍元帥の階級は消滅し、現在の海軍将校の階級を定めた合衆国法典第10編での最高位の階級は大将である。ただしアメリカ海軍は、「戦時使用のために留保」として、給与等級や階級章は残している。
ところが文民統制により現役の軍人が合衆国大統領になることはできないため、陸軍元帥だったアイゼンハワーは大統領選挙出馬にあたって元帥位を辞さざるを得なかった。大統領を二期八年務めた後、次のケネディ大統領はただちにアイゼンハワーを「1944年12月20日に溯って現役の陸軍元帥に再任」している（「現役復帰」ではない）。
冷戦時、戦略航空軍団の重要性が著しく高まった際に、北アメリカ航空宇宙防衛司令部司令官に元帥の地位を与える提案がなされたことがあったが、結局実現しなかった。1990年代には国防総省が、統合参謀本部議長を元帥に任ずるプランを示唆したこともあったが、この提案も未だに現実味を帯びていない。
1991年に湾岸戦争で多国籍軍を指揮したノーマン・シュワルツコフ陸軍大将へ元帥の地位を授ける案もあったが、本人が固辞したためこれも流れた。
1994年と1995年にはビル・クリントン大統領によって、コリン・パウエル退役陸軍大将に元帥の地位を与えることが計画されたが、この提案も議会を通過する見込みが少なかったため見送られることとなった。パウエルは1996年の大統領選で、民主党の現職・クリントン大統領の対立候補として、共和党から立候補すると予想されており（実際にはしなかった）、このことも提案が見送られた理由の一つであった。
| 氏名・任官時の階級              | 任官年月日     | 任官時の役職             |
| ------------------------------- | -------------- | ------------------------ |
| ジョージ・マーシャル大将        | 1944年12月16日 | 陸軍参謀総長             |
| ダグラス・マッカーサー大将      | 1944年12月18日 | 南西太平洋方面最高司令官 |
| ドワイト・D・アイゼンハワー大将 | 1944年12月20日 | 連合国遠征軍最高司令官   |
| ヘンリー・アーノルド大将        | 1944年12月21日 | 陸軍航空軍総司令官       |
| オマール・ブラッドレー大将      | 1950年9月20日  | 統合参謀本部議長         |

| 氏名・任官時の階級       | 任官年月日     | 任官時の役職                               |
| ------------------------ | -------------- | ------------------------------------------ |
| ウィリアム・リーヒ大将   | 1944年12月15日 | 合衆国陸海軍最高司令官付参謀長             |
| アーネスト・キング大将   | 1944年12月17日 | 合衆国艦隊司令長官兼海軍作戦部長           |
| チェスター・ニミッツ大将 | 1944年12月19日 | 太平洋艦隊司令長官 兼 太平洋方面最高司令官 |
| ウィリアム・ハルゼー大将 | 1945年12月11日 | 海軍長官付                                 |

| 氏名・任官時の階級           | 任官年月日   | 任官時の役職 |
| ---------------------------- | ------------ | ------------ |
| ヘンリー・アーノルド陸軍元帥 | 1949年5月7日 |              |

## 大元帥
アメリカ軍には、上で述べた元帥（五つ星元帥）の他にも、理論上、「元帥」と訳される地位が存在する。以下、五つ星元帥よりもさらに高位（六つ星相当）に位置付けられているいくつかの階級について述べる。

### 陸軍大元帥

#### ジョン・パーシング
1919年9月8日、ジョン・パーシング陸軍大将の第1次世界大戦での功績に報いるため、パーシングに「General of the Armies of the United States（合衆国陸軍大元帥）」の地位が与えられた。この階級のための特別な階級章も提案されたが、パーシング自身はそれを固辞し、生涯四つ星の大将の階級章で通した。当時、この階級は19世紀の陸軍大将よりも高位の地位だとみなされていた。
1944年に元帥が制定された際、パーシングはまだ存命だったが、このとき、新たに誕生した元帥たちよりも序列の高いパーシングの扱いが問題となった。パーシングに対し六つ星の階級章を与えるのかと問われた、時の陸軍長官スティムソンは、パーシングを合衆国陸軍大元帥として、元帥（五つ星元帥）よりも高位であることを認めたうえで、しかしすでに退役して久しいパーシングのために新たな階級章を制定することはしないとの見解を示した。

#### ダグラス・マッカーサー

陸軍大元帥階級章 (案)

1945年、日本占領の準備を進めていた陸軍省（国防総省の前身）は、日本侵攻軍司令官に予定されていたダグラス・マッカーサー元帥を陸軍大元帥に昇進させることを検討していたが、このときは見送られることとなった。1955年には再びマッカーサーに陸軍大元帥の地位を与える提案が議会で審議された。しかしこの際は、マッカーサーのみを大元帥とすれば他の元帥を軽んじることになりかねないという理由で国防総省の反対に遭った。結局、マッカーサーはこの提案を辞退したため、新たな陸軍大元帥が誕生することはなかった。1945年にはマッカーサーの昇進に備え、陸軍賞勲局で陸軍大元帥のための階級章案（元帥の五つ星の中央に星を一つ追加した、六つ星のデザイン）が作成されたが、これは正式には制定されていない。

#### ジョージ・ワシントン
すでに述べたように、ワシントンは生前、中将に叙されていた。アメリカ建国200年に際し、アメリカ議会は、ワシントンに軍の最高階級として、陸軍大元帥の称号を贈ることを議決し、大統領に対し1976年7月4日付での昇進を求めた。1978年にアメリカ陸軍省はワシントンをその階級に叙している。また、同時にワシントンを序列最高位の軍人として扱う大統領布告がなされている。

#### ユリシーズ・グラント
2021年9月、ユリシーズ・グラントを陸軍大元帥に名誉昇進させる決議案がオハイオ・ミズーリ・ニューヨークの三州の超党派議会代表団によって上下両院に提出され、2024年に発効した。
| 氏名・任官時の階級       | 任官年月日    | 任官時                   |
| ------------------------ | ------------- | ------------------------ |
| ジョン・パーシング大将   | 1919年9月8日  | ヨーロッパ派遣軍総司令官 |
| ジョージ・ワシントン中将 | 1976年7月4日  | 1799年死去               |
| ユリシーズ・グラント大将 | 2024年4月19日 | 1885年死去               |

### 海軍大元帥

海軍大元帥の肩章

#### ジョージ・デューイ
海軍にも陸軍大元帥に相当する階級が存在する。これは「Admiral of the Navy（海軍大元帥。海軍主席提督、海軍大提督とも訳される）」と呼ばれるもので、1899年3月2日に制定された。1903年3月24日、米西戦争の英雄であるジョージ・デューイ少将を海軍大元帥にすることが議決される。これは、1898年のマニラ湾海戦で大勝利をおさめた功績に報いるためのものだった。デューイは1899年3月8日に当時ただ一人の大将に昇進していたが、階級の制定された1899年3月2日に遡ってこの地位が与えられている。海軍元帥(当時)の地位を与えられたのは史上デューイただ一人であり、1917年のデューイの死去にともない、この階級も消滅した。当時、この階級は四つ星の大将よりも高位で、イギリス海軍の「Admiral of the Fleet（海軍元帥）」と同格とされていた。しかし1944年に五つ星の「Fleet Admiral（海軍元帥、直訳は「艦隊提督」）」が制定されるにおよんで、1899年制定の「Admiral of the Navy（海軍大元帥、直訳は「全海軍の提督」）はそれよりもさらに高位に位置付けられることになり、陸軍大元帥と同格の六つ星相当となった。
| 氏名・任官時の階級     | 任官年月日   | 任官時の役職         |
| ---------------------- | ------------ | -------------------- |
| ジョージ・デューイ少将 | 1899年3月2日 | アジア方面戦隊司令官 |

### Flag Admiral

#### チェスター・ニミッツ（見送り）
1945年、日本侵攻軍の海軍部門を指揮する予定だったチェスター・ニミッツ元帥のために、陸軍大元帥および海軍大元帥と同格の「Flag Admiral」という階級が検討されたが、階級制定には至らなかった。